# Россошинский
Россошинский — хутор в Урюпинском районе Волгоградской области России, в составе Россошинского сельского поселения.
Население — 611 (2010)

## История
Дата основания не установлена. Хутор относился к юрту станицы Тепикинской Хопёрского округа Земли Войска Донского. В 1859 году на хуторе проживало 98 душ мужского и 118 душ женского пола. В 1897 году на хуторе проживало 236 мужчин и 270 женщин. Большинство населения было неграмотным: грамотных мужчин — 38, женщин — 1.
Согласно алфавитному списку населённых мест Области Войска Донского 1915 года на хуторе имелось хуторское правление, церковь, приходское училище, церковно-приходское женское училище, земельный надел хутор составлял 2684 десятин, проживало 325 мужчин и 322 женщины, имелись хуторское правление, церковь, школа, кредитное товарищество и потребительское общество.
В 1921 году в составе Хопёрского округа хутор был передан Царицынской губернии. С 1928 года — в составе Урюпинского района Хопёрского округа (упразднён в 1930 году) Нижне-Волжского края (с 1934 года — Сталинградского края. В 1935 году передан в состав Добринского района Сталинградского края (с 1936 года Сталинградской области, с 1954 по 1957 год район входил в состав Балашовской области). В 1963 году в связи с упразднением Добринского района хутор Россошинский вновь включён в состав Урюпинского района.

## География
Хутор находится в луговой степи, в пределах Калачской возвышенности, являющейся частью Восточно-Европейской равнины, на правом берегу реки Подсосинки. Центр хутора расположен на высоте около 90 метров над уровнем моря. Почвы — чернозёмы обыкновенные.
Близ хутора проходит автодорога Урюпинск — Нехаевская. По автомобильным дорогам расстояние до районного центра города Урюпинска составляет 31 км, до областного центра города Волгоград — 360 км.
Климат
Климат умеренный континентальный (согласно классификации климатов Кёппена — Dfb). Многолетняя норма осадков — 483 мм. В течение города количество выпадающих атмосферных осадков распределяется относительно равномерно: наибольшее количество осадков выпадает в мае и июне — 52 мм, наименьшее в феврале — 27 мм. Среднегодовая температура положительная и составляет + 6,7 °С, средняя температура самого холодного месяца января −9,2 °С, самого жаркого месяца июля +21,4 °С.
Часовой пояс
Россошинский, как и вся Волгоградская область, находится в часовой зоне МСК (московское время). Смещение применяемого времени относительно UTC составляет +3:00.

## Население
Динамика численности населения по годам:
| 1859 | 1873 | 1897 | 1915 | 1989 | 2002 |
| ---- | ---- | ---- | ---- | ---- | ---- |
| 216  | 375  | 506  | 647  | ≈400 | 554  |

| 2010 |
| ---- |
| 611  |